# Helius japenensis
Helius japenensis är en tvåvingeart som beskrevs av Alexander 1948. Helius japenensis ingår i släktet Helius och familjen småharkrankar. Inga underarter finns listade i Catalogue of Life.